# Südtiroler Speck

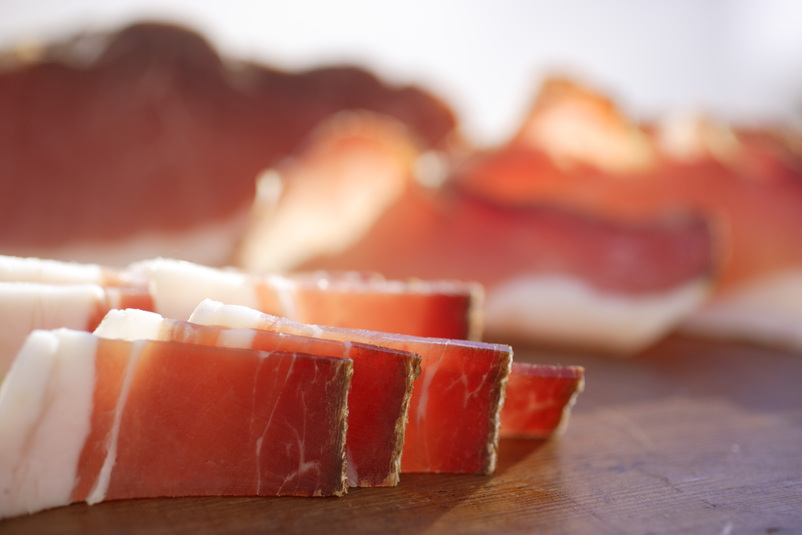
Südtiroler Speck aufgeschnitten

Der Südtiroler Speck g.g.A. (italienisch Speck Alto Adige IGP; ladinisch Cioce bzw. Ciociul) ist ein mild geräucherter und mindestens 22 Wochen gereifter Rohschinken, der in Südtirol hergestellt wird. Seit 1996 ist Südtiroler Speck eine geschützte geographische Angabe (g.g.A.) der Europäischen Union.

## Herkunft

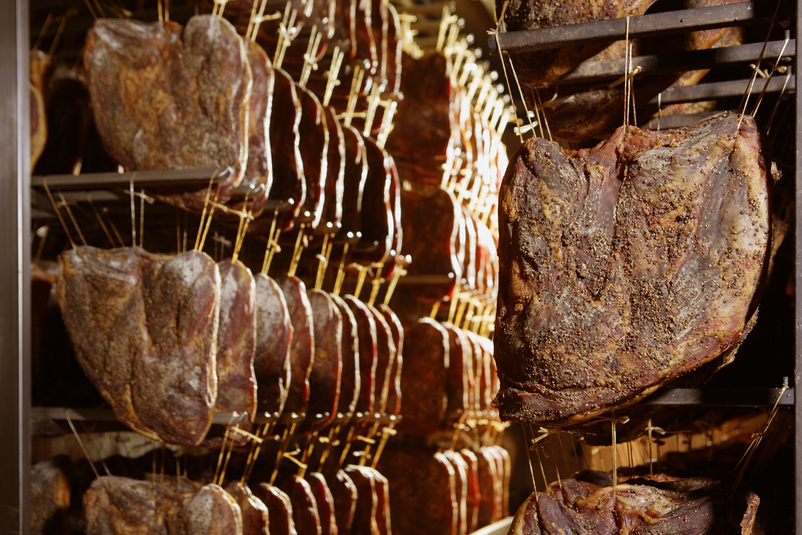
Südtiroler Speck während der Reifung

Südtiroler Speck g.g.A. unterscheidet sich in der Herstellung von vergleichbaren Speck- oder Schinkenprodukten. Während man nördlich der Alpen den Schinken durch Räuchern haltbar macht und im südlichen Italien an der Luft trocknet, haben die Südtiroler beide Herstellungsverfahren kombiniert. Die Keulen, in Südtirol Schlegel genannt, werden nur leicht kalt geräuchert und dann mindestens 22 Wochen an der Luft gereift.
Das Schweinefleisch für die jährlich über 7 Millionen Speckhammen stammt zu 80 % aus dem Ausland (Deutschland, Niederlande und Österreich), und zu 17 % aus anderen italienischen Regionen. In Südtirol selbst werden jährlich nur 7.000–8.000 Schweine für die Speckproduktion geschlachtet.

## Geschichte und Tradition
Der Begriff „Speck“ kommt in der Geschichte von Südtirol erstmals in Dokumenten des 18. Jahrhunderts vor. Unter anderen Namen und Definitionen erscheint das Wort bereits in den Handelsregistern und Metzger-Ordnungen ab 1200. Der Begriff Speck stammt aus dem mittel- und althochdeutschen speck und bedeutet eigentlich „Dickes, Fettes“. Südtiroler Speck g.g.A. ist aber nicht mit dem im heutigen deutschen Sprachgebrauch üblichen Begriff „Speck“ zu verwechseln, der einen fetten Bauchspeck beschreibt. Speck wurde in der Geschichte Südtirols von den Südtiroler Bauern hergestellt, um das Fleisch haltbar zu machen – der Schinken war für den Hausgebrauch bestimmt. Traditionell wurden die Schweine zur Weihnachtszeit geschlachtet. Durch die Speckherstellung war die Konservierung des Fleisches für das ganze Jahr gesichert. Der Speck ist fester Bestandteil der Südtiroler Küche. Ein typisches Gericht sind bspw. Südtiroler Speckknödel. Der Südtiroler Speck ist in Südtirol, zusammen mit Brot und Wein, der Hauptdarsteller der originalen Marende, der typischen Südtiroler Brotzeit. Jedes Jahr wird im Herbst im Villnößer Tal das Südtiroler Speckfest veranstaltet, seit 2023 findet es am Kronplatz statt.

## Herstellung

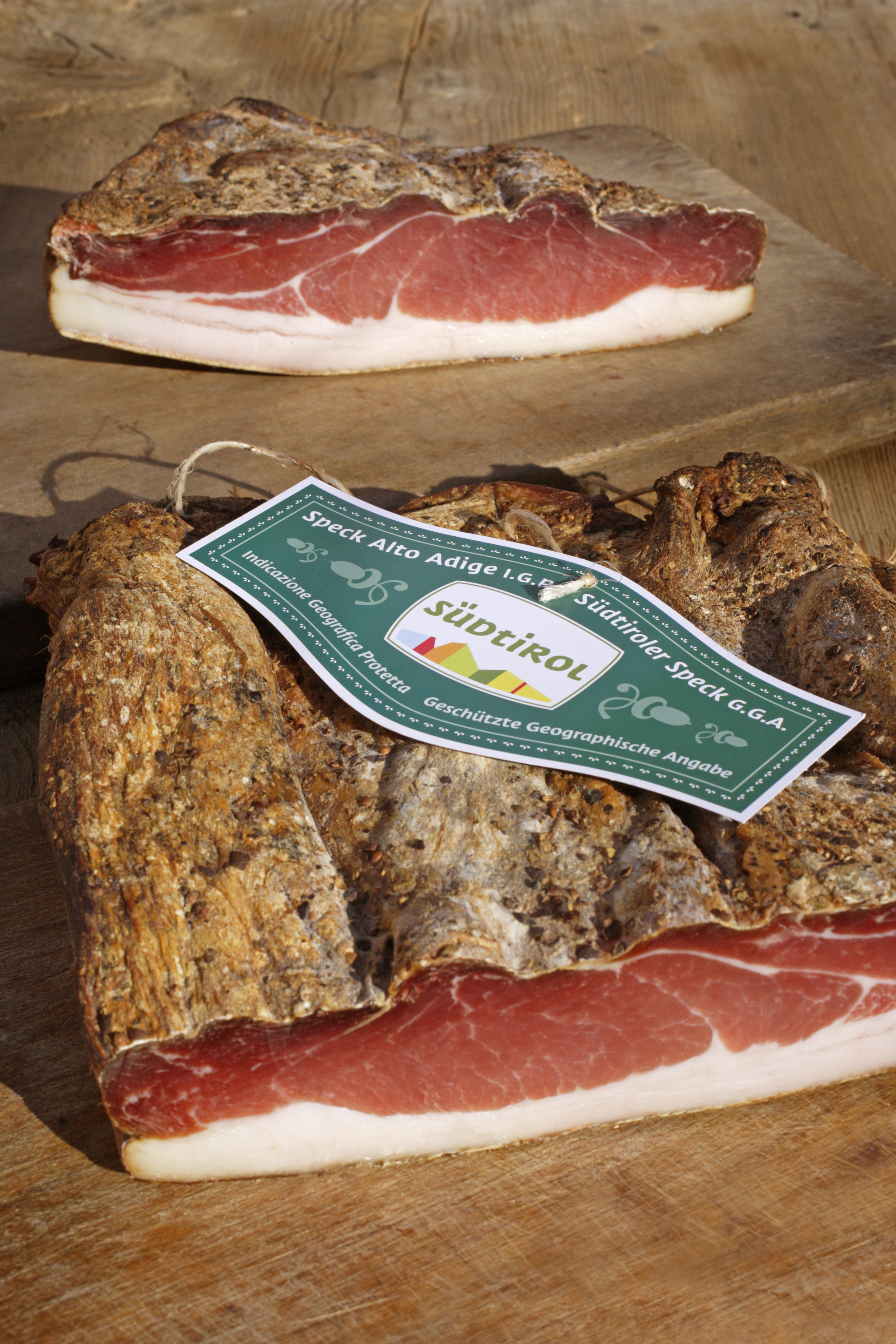
Südtiroler Speck mit Gütesiegel

Mit dem Qualitätszeichen „Südtiroler Speck g.g.A.“ darf nur jener Schinken ausgezeichnet werden, welcher nach traditionellen Methoden hergestellt wird. Für den Schinken werden magere Schweinekeulen verwendet. Der Schinken wird im Gegensatz zum Parmaschinken vor der Herstellung vom Schenkelknochen getrennt. Danach wird das Fleisch mit Kräutern gewürzt. Die Verwendung von synthetischen Produkten ist ausgeschlossen. Noch heute hat jeder Produzent sein eigenes Familienrezept für seine Gewürzmischung. Die Geschmacksunterschiede durch die verschiedenen Gewürzmischungen (u. a. Salz, Pfeffer, Rosmarin, Lorbeer und Wacholder) stellen keinen Qualitätsmangel dar, sondern stehen für die Authentizität des Schinkens. Die Schlegel werden vor dem Räuchern bis zu drei Wochen lang in kühlen Räumen gepökelt. Während dieser Zeit werden die Schinken mehrere Male gewendet, um das Eindringen der Pökelmasse zu ermöglichen. Der Salzgehalt darf im Endprodukt nicht mehr als 5 % betragen. Die Behandlung des Fleisches zum Beschleunigen der Produktion wie Spritzpökeln sind verboten. Der Geschmack des Südtiroler Specks entsteht im folgenden Räuchervorgang. Die Temperatur des Rauchs darf 20 °C nicht übersteigen. Die Schinken werden abwechselnd mithilfe von ausgewähltem harzarmen Holz leicht geräuchert und luftgetrocknet. So erhält der Südtiroler Speck g.g.A. seinen milden Geschmack. Noch heute wird vor allem Buchenholz für das Kalträuchern eingesetzt. In den folgenden Wochen reift der Südtiroler Speck gemäß den örtlichen Traditionen in Räumlichkeiten bei max. 15 °C, 60–90 % Luftfeuchte und gutem Luftaustausch. Dabei entsteht eine (gesundheitlich unbedenkliche) Schimmelschicht, die dem Fleisch einen nussartigen Geschmack verleiht. Am Ende der Reifung wird diese abgewaschen. Erst nach der Qualitätskontrolle wird die Schutzmarke „Südtiroler Speck g.g.A.“ in die Schwarte eingebrannt.

## Qualität

Geschützte geografische Angabe (g.g.A.)

Die Auszeichnung g.g.A. gewährt die Europäische Union ausgewählten Produkten, die nach traditioneller Methode in einem bestimmten Gebiet hergestellt werden. Südtiroler Speck g.g.A. darf seit 1996 nur jener Schinken heißen, dessen Herstellung aus dem Schlegel und nach traditionellem Verfahren in Südtirol erfolgt. Um diese Qualität sicherzustellen, gründete sich 1992 die Schutzvereinigung, genannt „Consortium Südtiroler Speck“. Nur Hersteller, die sich vertraglich zur Schinkenherstellung nach der traditionellen Methode verpflichtet haben und sich den Kontrollen unterziehen, dürfen den Südtiroler Speck produzieren. Gemeinsam mit dem unabhängigen Kontrollinstitut INEQ (Istituto Nord Est Qualità) hat das Südtiroler Speckkonsortium ein System entwickelt, welches die Einhaltung der Qualitätskriterien in jedem Arbeitsschritt der Schinkenherstellung überwacht: von der Auswahl des Fleisches, über das Räuchern bis hin zum fertigen Speck. Die Inspekteure kontrollieren neben Reifezeit, Verhältnis von Mager- und Fettanteil und Salzgehalt, auch Aussehen, Konsistenz, Aroma und Geschmack.

## Südtiroler Bauernspeck

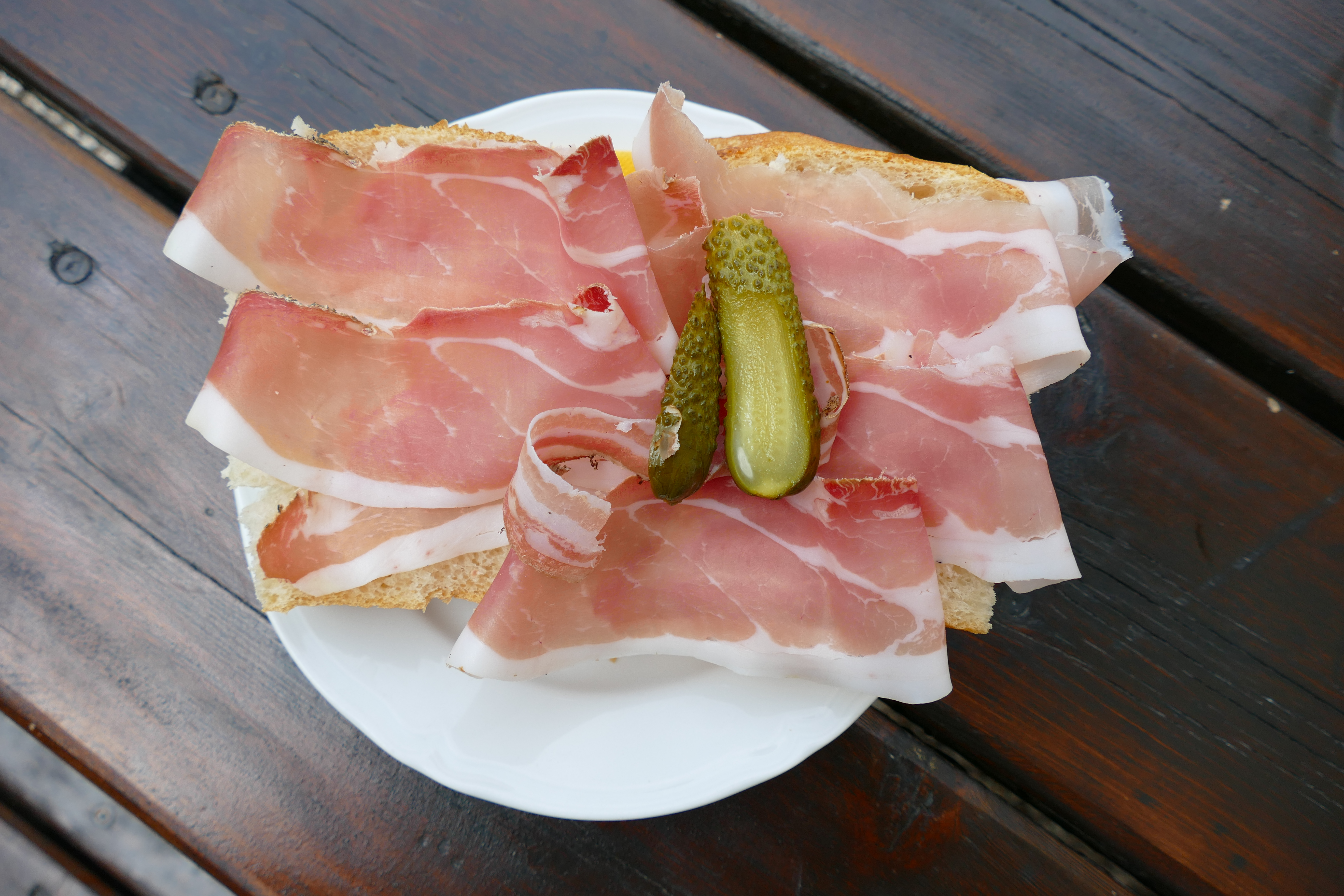
Speckbrot auf einer Hütte in Südtirol

Diese Spezialität wird auf ähnliche Weise hergestellt. Das Hauptmerkmal ist die Qualität, welche durch die Schweine entsteht, die auf kleinstrukturierten Südtiroler Bauernhöfen artgerecht gehalten und mit speziell ausgewähltem Futter ernährt werden. Das Ergebnis sind Schweine, die einen besonders mürben Speck ergeben. Im Unterschied zum Südtiroler Speck werden auch andere Fleischteile des Tiers verarbeitet.